# Atacs del 7 d'octubre a Israel

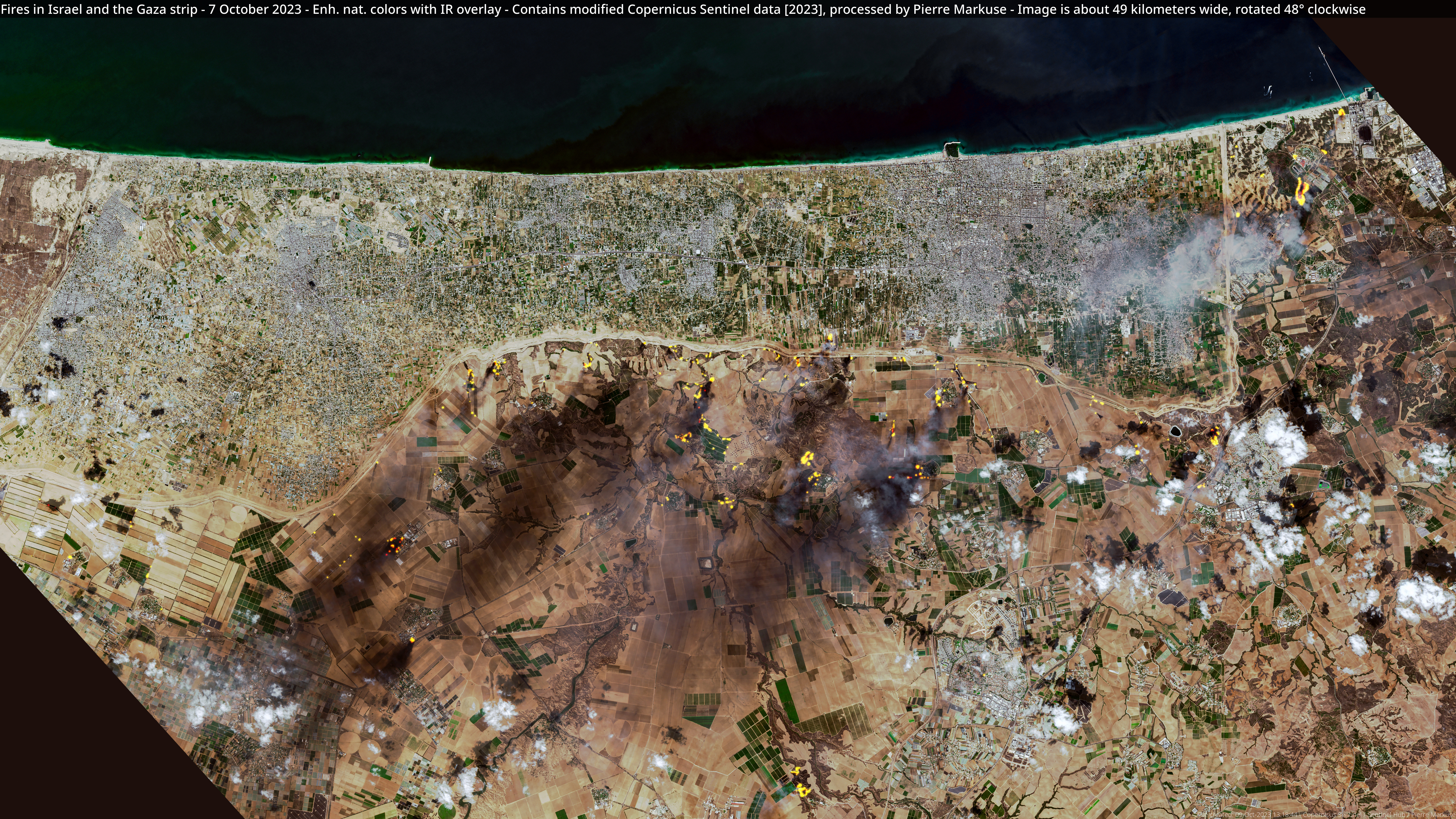
Imatge satèl·lit dels incendis a Israel i Gaza el dia 8 d'octubre de 2023. Dades de Copernicus Sentinel [2023], processades per Pierre Markuse.

El 7 d'octubre de 2023, Hamàs i diversos altres grups militants palestins van llançar incursions armades coordinades des de la Franja de Gaza als voltants del sud d'Israel, la primera invasió del territori israelià des de la Guerra arabo-israeliana de 1948. L'atac va coincidir amb la festa religiosa jueva Simhat Torà. Hamàs i altres grups armats palestins van anomenar els atacs Operació Inundació d'Al-Aqsa, mentre que a Israel se'ls coneix com a Black Sabbath o la massacre de Simjat Torà i internacionalment com els atacs del 7 d'octubre. Els atacs van iniciar la Guerra entre Israel i Gaza de 2023.
Els atacs van començar a principis del 7 d'octubre amb un bombardeig d'almenys 4.300 coets llançats a Israel  i incursions de parapent motoritzat a Israel. Els combatents de Hamàs van trencar la barrera Gaza-Israel, atacant bases militars i massacrant civils a 21 comunitats, com ara Be'eri, Kfar Aza, Nir Oz, Netiv Haasara i Alumim. Segons un informe de les FDI que va revisar l'estimació del nombre d'atacants, 6.000 habitants de Gaza van trencar la frontera en 119 llocs d'Israel, inclosos 3.800 de les "forces d'elit Nukhba" i 2.200 civils i altres militants. A més, l'informe de les FDI estima que 1.000 habitants de Gaza van disparar coets des de la Franja de Gaza, la qual cosa va elevar el nombre total de participants del costat de Hamàs a 7.000.
En total, 1.139 persones van ser assassinades: 695 civils israelians (inclosos 38 nens),  71 nacionals estrangers i 373 membres de les forces de seguretat. 364 civils van morir i molts més van resultar ferits mentre assistien al festival de música Nova. Almenys 14 civils israelians van ser assassinats per l'ús de la Directiva Hanníbal per part de les FDI. Uns 250 civils i soldats israelians van ser presos com a ostatges a la Franja de Gaza, vius o morts, i entre ells 30 nens, amb l'objectiu declarat d'obligar Israel a canviar-los per palestins empresonats, incloses dones i nens, i es van produir desenes de casos de violació i agressions sexuals, considerat com a crim contra la humanitat.
Els governs de 44 països van denunciar l'atac i el van qualificar de terrorisme, mentre que alguns països de majoria àrab i musulmana van culpar l'ocupació dels territoris Palestins per part d'Israel com la causa principal de l'atac.  Hamàs va dir que el seu atac va ser una resposta a la contínua ocupació israeliana, el bloqueig de la Franja de Gaza, l'expansió dels assentaments israelians, l'augment de la violència dels colons israelians i les recents escalades. El dia va ser etiquetat com el més sagnant de la Història d'Israel i el "més mortal per als jueus des de l'Holocaust" per moltes figures i mitjans de comunicació d'Occident, inclòs el president dels Estats Units Joe Biden. Alguns han qualificat l'atac de massacre genocida contra els israelians.

## Rerefons
Israel ha ocupat els territoris Palestins, inclosa la Franja de Gaza, des de la Guerra dels Sis Dies el 1967.
El Moviment de Resistència Islàmica (Hamas), és un moviment islamista nacionalista palestí. Es van formar el 1987 i són el moviment islamista més gran dels territoris palestins. Manté una posició intransigent sobre l'"alliberament complet de Palestina", utilitzant sovint la violència política per assolir els seus objectius. Declaracions recents suggereixen un canvi d'enfocament cap a posar fi a l'ocupació israeliana dels territoris palestins i establir un estat palestí basat en les fronteres de 1967. Hamàs ha estat responsable de nombrosos atemptats suïcides i atacs amb coets dirigits a civils israelians. Austràlia, Canadà, la UE, Japó, Nova Zelanda i el Regne Unit han designat Hamàs com a "organització terrorista". El 2010 va intentar descarrilar les converses de pau entre Israel i l'AP. El 2017, va adoptar una nova carta, eliminant el llenguatge antisemita i canviant l'atenció dels jueus als sionistes. Els estudiosos difereixen sobre els objectius de Hamàs, amb alguns que diuen que busca un estat palestí dins de les fronteres de 1967 mentre que altres creuen que Hamàs encara busca la destrucció d'Israel.